# Strandvägstekel
Strandvägstekel (Anoplius concinnus) är en stekelart som först beskrevs av Anders Gustav Dahlbom 1843.  Strandvägstekel ingår i släktet Anoplius, och familjen vägsteklar. Arten är reproducerande i Sverige.